# 淳化阁帖石刻
淳化阁帖石刻，位于江苏省常州市溧阳市别桥镇，是中华人民共和国江苏省文物保护单位之一。
1982年3月25日，授予江苏省文物保护单位，是一座石刻及其他。